# 諧音
諧音，是指利用類似的音，用他字來代替本字，產生不同的意義。諧音多用作意頭事物或暗喻事物，也廣泛用於謎語之中。不過，諧音也易引起聽講者之間的誤會。由諧音衍生的文字游戏非常多種，例如日本的挂词、驮洒落、語呂合。

## 同音字替換
例如:
- 年年有餘（魚）
- 步步高升（年糕）
- 發財好市（髮菜蠔豉）
- 橫財就手（豬腳）
- 浩劫灣（灝景灣）
- 姦情軒（牽晴間）

## 近音字替換
例如:
- 過年吃桔（吉）
- 包粽（中）
- 迁徙（天玺）

## 文數字替換
(只能以普通話讀音為準)
- 88（ByeBye、拜拜）
- 1314（一生一世）
- 1356（一生無路）
- 2013（愛你一生）
- 9494（就是就是）
- 9413 （九死一生）
- 094（你就是）
- 940 （就是你）
- 520 (我愛你/不要你）
- 168 (一路發)
- 7414 (去死一死)
- 174 (一起死)
- 5288 (我愛爸爸)
- 1748(一起死吧)

## 流行文化
曼谷瑪利亞，由香港流行音樂組合Shine主唱，林一峰作曲，黃偉文填詞，並收錄於他們的唱片《半熟男孩》中。歌者將在泰國曼谷旅行期間遇見賣花女孩「瑪利亞」與自己同名女友相提並論，她們甚至「同樣都信(聖母)瑪利亞」。難怪黃氏好友陳詠謙發表感受時表示︰「也許是這首歌吧，我戒了食字(來填詞)，除非能達到這個深度。」
黃偉文是香港樂壇目前唯一一位填詞人連自己名字也可以完美地用諧音嵌字進歌詞，事例如下︰

薛凱琪《甜蜜蜜》(2008)︰「忘記Mr. Right，愛Mr. Wrong 一次！」

張蔓姿《為民除害》(2023)︰「我決定獻身附著你當做為民除害！」

## 諧音誤會

### 布農語
布農語裡的代名詞<你(asu)>和<狗(asu)>諧音，不過布農族人偶爾會用(asu)當雙關語來使用。比如：Munisaq asu?為（你去那裡？）會變成以為意涵挖苦別人的話說（狗去那裡？）。

## 外部連結
- 諧音的Instagram帳戶